# Наукове налаштування нот
Науковий стандарт настроювання музичних інструментів, що також має багато відомих назв: філософський стрій, стрій Совера або стрій Верді — стандарт настроювання музичних інструментів, за яким ноту до першої октави (C4) настроюють на частоту в 256 Гц, а не 261,62 Гц, як це прийнято сьогодні, що є приблизно на 37,6 центів нижчим, ніж у загальноприйнятому стандарті A440. Стандарт запропонував у 1713 році французький фізик Жозеф Совер і підтримав італійський композитор Джузеппе Верді в XIX столітті, а згодом став пропагувати Інститут Шиллєра, починаючи з 1980-х.
«Науковий стрій» не використовується в музичній практиці, але досі згадується в наукових працях завдяки тому, що в усіх октавах ноті «до» відповідає частота звуку, що виражається числом двійкової системи. Нота ля (A) вище ноти до (C) першої октави (A4) відповідно до загальноприйнятого стандарту налаштовується на 440 Гц, відповідно до наукового строю вона матиме частоту в 430,54 Гц.

## Історія
До XX століття не було загальноприйнятого стандарту настроювання музичних інструментів, проте існувала тенденція до поступового підвищення цих стандартів. Французький фізик-акустик Жозеф Совер, досліджуючи частоту звуку, встановив, що на різних інструментах, які демонстрували йому музиканти, нота ля першої октави (А4) настроюється по-різному в діапазоні від 405 до 421 Гц. Інші дослідники того часу, такі як Християн Гюйгенс, Вітторіо Франческо Станкарі і Брук Тейлор, також знайшли подібні розбіжності для ноти A4 і навіть реєстрували частоти в нижчому діапазоні — до 383 Гц. В 1701 році Совер запропонував, аби всі музичні ноти базувалися на son fixe (фіксованому звучанні), встановивши одній із нот відповідність частоті 100 Гц, тоді як висоту інших вираховувати від цієї ноти. В 1713 році він змінив свою думку і запропонував зафіксувати частоту звучання ноти до першої октави (C4) у 256 Гц; що згодом і назвали «філософським строєм» або «строєм Совера». Намагання Соверра стандартизувати стрій наразилося на опір тогочасних музикантів і запропонований стандарт не було прийнято. Ідею Совера намагались відродити математик сер Джон Гершель і композитор Джон Пайк Гулла в середині XIX століття, але «філософський стрій» так і не було визнано в якості стандарту.
У XIX столітті італійський композитор Джузеппе Верді намагався зупинити постійне підвищення стандарту висоти настроювання оркестрів. В 1874 році він написав «Реквієм», зазначивши, що цей твір має виконуватись у строї, відповідному офіційному французькому стандарту diapason normal, при якому нота ля (A4) налаштовувалася на 435 Гц. Згодом він зазначив, що частота в 432 Гц була б трохи кращим варіантом для оркестрів. Одним із рішень, яке він запропонував, було наукове настроювання нот. Але намагання Верді були малоуспішними.
В 1988 році Ліндон Ларуш і Інститут Шиллера ініціювали кампанію із затвердження наукового строю як загальноприйнятого стандарту для концертного налаштування інструментів у класичній музиці. Інститут назвав цей стрій «налаштуванням Верді», через зв'язок із відомим композитором. Не дивлячись на те, що Верді використовував налаштування в 432 Гц, як частоти для ноти A4, а не 430,54. Інститут Шиллера стверджує, що він має в основі ту саму математичну основу: 256 Гц для ноти До першої октави. Інститут також наводить аргументи на користь «наукового строю», говорить про її історичну коректність, посилаючись на трактат Йоганна Кеплера про рух планетарних мас. Опонентом щодо цієї ініціативи став оперний співак Стефан Закер. Він стверджував, що Інститут запропонував затвердити використання «наукового строю» в Італії обов'язковим, що передбачало накладання штрафу і конфіскацію усіх камертонів, настроєних інакше. Закер написав, що він вважає твердження Інституту Шиллера про стрій Верді історично не достовірними. Тім Пейдж із видання «Newsday» повідомляв, що послідовники ініціативи Інституту Шиллера проводили демонстрації на вулиці довкола концертних залів з петиціями, аби не допустити музику Антоніо Вівальді, і навіть зірвали концерт під керівництвом Леонарда Слаткіна з метою роздати брошури з написом «Леонард Слаткін служить Сатані».